# William Cavendish, 6:e hertig av Devonshire
William George Spencer Cavendish, 6:e hertig av Devonshire, född 21 maj 1790 i Paris, död 18 januari 1858 på Hardwick Hall, var son till den femte hertigen av Devonshire, William Cavendish (1748–1811) och Lady Georgiana Spencer (1757–1806). 
Han gifte sig aldrig och blev känd som the "Bachelor Duke" (Ungkarlshertigen). Han sägs dock ha haft en rad älskarinnor och ha varit förälskad i såväl sin kusin Caroline Ponsonby som den fjorton år äldre prinsessan Maria, en av kung Georg III:s döttrar; båda kvinnorna gifte sig med andra män.
Den sjätte hertigen hade en lidelse för resor. Han var också en hängiven byggare, trädgårdsanläggare och samlare, som lade ned hela sin själ på att bygga om- och omforma Chatsworth House.
År 1811 ärvde hertigen titeln hertig av Devonshire tillsammans med åtta stora egendomar: Chatsworth House, Hardwick Hall, Devonshire House i London, Chiswick House, Lismore Castle, Bolton Abbey, Burlington House vid Piccadilly i London (såldes sedan till en kusin) och Londesborough Hall i Yorkshire, som sedermera såldes. Egendomarna täckte sammanlagt en landyta av 200 000 acre (80 937 hektar) i England och Irland.